# St. Michael (Weingarten)

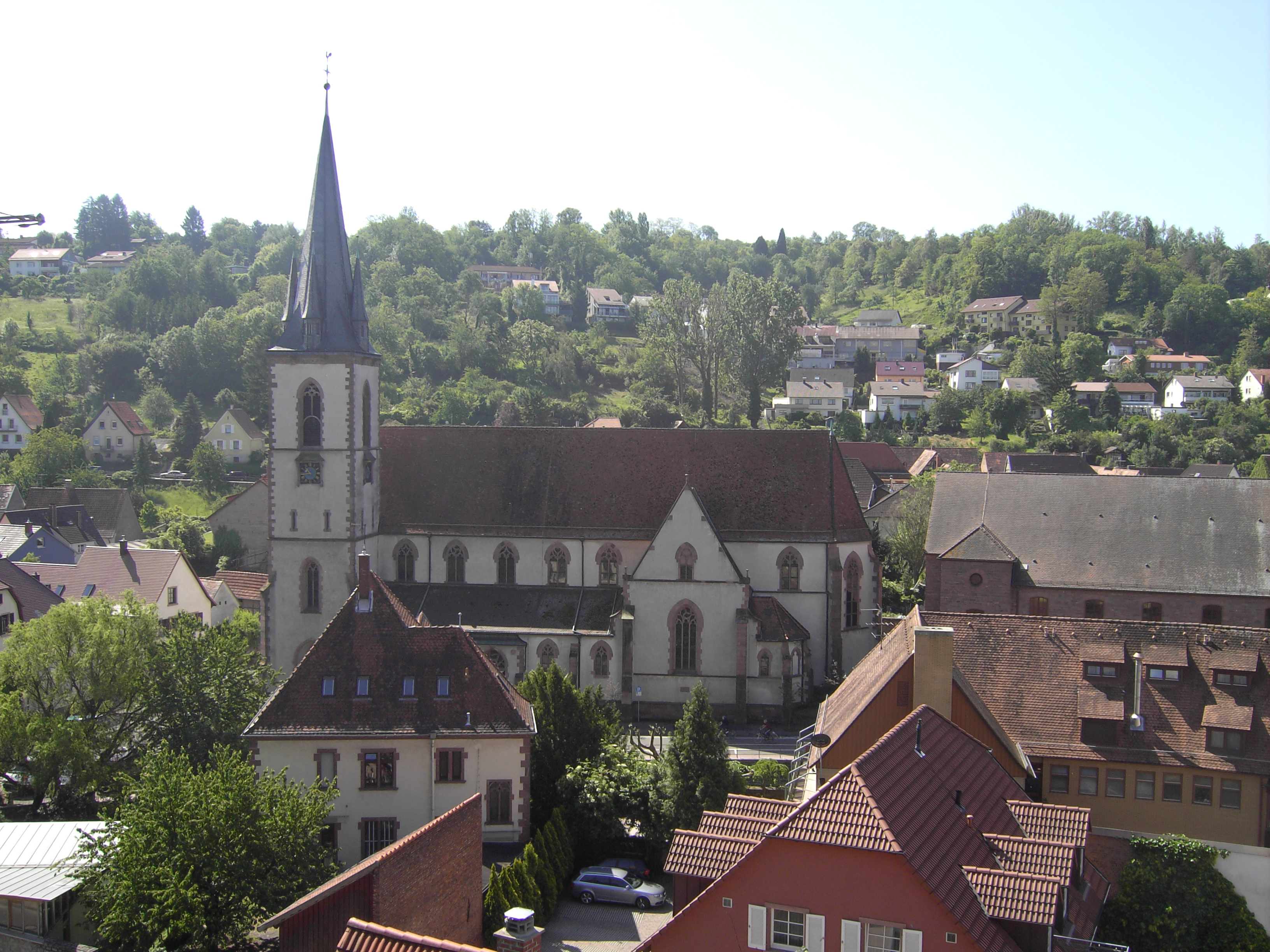
St. Michael (Weingarten)

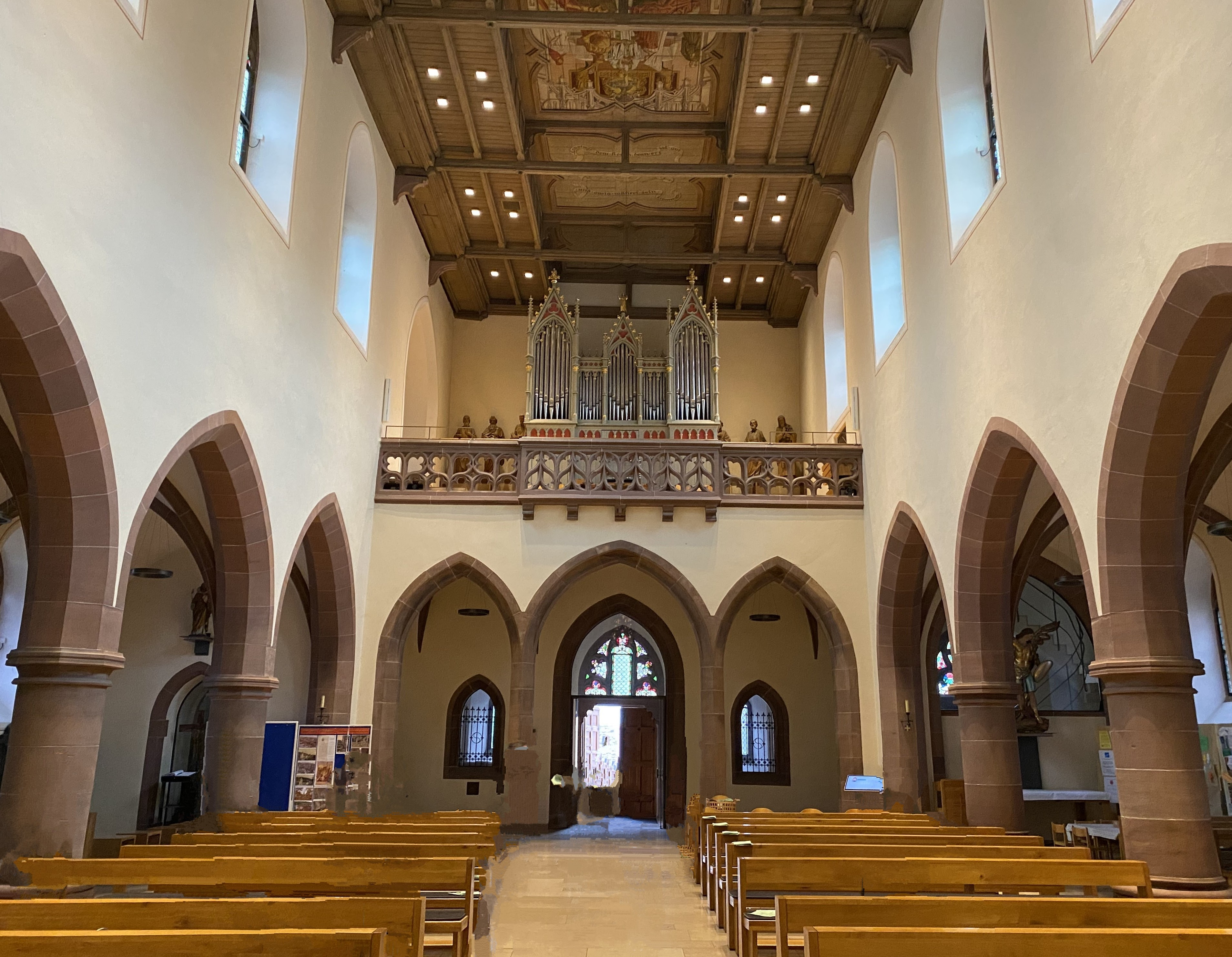
Innenraum, Blick zur Orgel

Die römisch-katholische Pfarrkirche St. Michael steht in Weingarten, einer Gemeinde im Landkreis Karlsruhe in Baden-Württemberg. Das Bauwerk ist beim Landesamt für Denkmalpflege Baden-Württemberg als Baudenkmal eingetragen. Die Kirchengemeinde gehört zum Dekanat Bruchsal des Erzbistums Freiburg.

## Beschreibung
Die neugotische Kreuzbasilika wurde 1896–98 erbaut. Sie besteht aus einem Langhaus mit einem Mittelschiff und zwei Seitenschiffen, einem dreiseitig geschlossenen Chor im Westen, zwischen denen das Querschiff eingefügt ist, und einem Kirchturm auf quadratischem Grundriss am östlichen Ende des nördlichen Seitenschiffs. Im Geschoss des Kirchturms oberhalb der Dachtraufe des Mittelschiffs ist die Turmuhr mit ihren Zifferblättern untergebracht. Das Geschoss darüber beherbergt den Glockenstuhl, in dem fünf Kirchenglocken hängen. Darauf erhebt sich ein achtseitiger spitzer Helm, der an den vier Seiten von kleinen Türmchen flankiert wird.
Der Innenraum wurde im Sinne einer Bettelordenskirche gestaltet. Die Orgel mit 23 Registern wurde 1981 von Orgelbau Vleugels unter Verwendung des Prospekts der Vorgängerorgel von H. Voit & Söhne gebaut.